# Isaac H. Mayer
Isaac Henry Mayer (* 6. Juli 1864 in Chicago, Illinois; † 24. September 1967 ebenda) war ein US-amerikanischer Jurist.

## Leben

### Familie und Ausbildung
Isaac Henry Mayer, Angehöriger der jüdischen Glaubensgemeinschaft, Sohn des in Bayern geborenen Kaufmanns Henry D. Mayer (1807–1887) sowie dessen ebenfalls aus Bayern stammender Ehefrau Clara (geborene Goldsmith, 1820–1904), trat in die Jones School ein, kurz bevor diese 1871 einem Feuer zum Opfer fiel. In der Folge wechselte er an die Brown School. Dort graduierte er 1877. Anschließend ging er an die Central High School, wo er 1880 graduierte. Danach schrieb er sich an der akademischen Abteilung des Yale College ein. Dort erwarb er 1884 den akademischen Grad eines Bachelor of Arts. In der Folgezeit wandte er sich dem Studium der Rechtswissenschaften in der Kanzlei Kraus & Mayer und am Union College of Law zu. Nach Ablegen einer Prüfung am Appellationsgericht erfolgte im März 1886 seine Zulassung als Rechtsanwalt (der Illinois State Bar Association).
Isaac H. Mayer heiratete am 30. Dezember 1891 in Chicago Rosa, die Tochter des Kaufmanns Max A. Meyer. Aus dieser Verbindung entstammten die Kinder Robert H., geboren 1893, Walter M., geboren 1897, Frank D., geboren 1899, und Clara Louise Mayer, verehelichte Lorch, geboren 1907. Isaac H. Mayer, der einen Sommersitz im Apartmentkomplex Pomander Walk in Glencoe unterhielt und zuletzt im Chicagoer Drake Hotel residierte, starb im Herbst 1967 im Alter von 103 Jahren.

### Beruflicher Werdegang
Isaac Henry Mayer wurde im Jahre 1890 als Sozius in die Kanzlei Kraus, Mayer & Stein aufgenommen. Mayer setzte seine Anwaltstätigkeit in den Folgeunternehmen Moran, Mayer & Meyer, Mayer, Meyer & Austrian sowie schließlich Mayer, Meyer, Austrian & Platt fort, 1922 wurde er zum Senior Member ernannt. Isaac Henry Mayer war Mitglied in der American Bar Association, der Illinois State Bar Association, der Chicago Bar Association sowie der American Judicature Society. Überdies gehörte er den Clubs Union League, Midday, Yale, Standard und Lake Short Country an.
Isaac Henry Mayer, einer der Staranwälte Chicagos seiner Zeit, trat insbesondere als Experte für Marken- und Wettbewerbsrecht hervor.